# José Colá y Goiti
José Colá y Goiti (Vitoria, 1841-1924) fue un arqueólogo y escritor español.

## Biografía
De origen noble y entroncado familiarmente con el arquitecto Justo Antonio de Olaguibel, tras su formación básica y secundaria en Vitoria, estudió derecho en la Universidad Central de Madrid.
Debido a la tercera guerra carlista emigró a América, donde recorrió diferentes países hasta su regreso en el año 1880. Dos años después publicó, en su ciudad natal, su libro La emigración vasco-navarra, en el que se dolía de la necesidad por emigrar de jóvenes de gran valía. La obra obtuvo un gran éxito y en menos de cuatro años se agotaron seis ediciones, siendo traducido a varios idiomas. Fueron importantes sus aportaciones en vexilología. Falleció el 9 de noviembre de 1924.
Actualmente una calle del barrio vitoriano de Judimendi lleva su nombre.

## Libros
- 1882. La emigración vasco-navarra[5][6]
- 1883. La ciudad de Vitoria bajo los puntos de vista artístico, literario y mercantil, seguida del indicador del viajero
- 1884. El futuro Vitoria
- 1901. Guía de Vitoria
- 1901. Estudio arqueológico La Virgen Blanca

## Reconocimientos
- Académico de la Academia de Bellas Artes de San Fernando de Madrid.
- Miembro de la Real Academia de la Historia
- Miembro de la Société Française d'Archéologie (Normandía).
- 1912. Nombrado cronista honorario de Vitoria, su ciudad natal.